# Gone Sovereign/Absolute Zero
«Gone Sovereign/Absolute Zero», es un sencillo doble de la banda de hard rock estadounidense Stone Sour, lanzado como el primer sencillo de su cuarto álbum House of Gold & Bones - Part 1.
La repetición de "Absolute Zero" aparece en la canción "The House of Gold & Bones", de la segunda parte del álbum.

## Video musical
"Absolute Zero", definitivamente ofrece una creatividad interesante ya que el personaje principal está atrapado en un tipo de otro mundo. Dentro de este ámbito, dos versiones de Stone Sour realizan la pista en toda el área; un color gris y el otro color oro. Al hombre se le presenta una opción, su cuerpo se tuerce y deforma cuando lucha por tomar una decisión verdaderamente imposible. 
- Datos: Q3773244